# Mozartiana
Międzynarodowy Festiwal Mozartowski Mozartiana – festiwal twórczości Wolfganga Amadeusa Mozarta, odbywający się w naturalnej scenerii czasów mozartowskich w Parku Oliwskim, Pałacu Opatów i Katedrze Oliwskiej w Gdańsku. Po raz pierwszy odbył się w Światowym Roku Mozartowskim (2006). Festiwal obejmuje wielkie formy instrumentalno-wokalne, koncerty muzyki operowej, a także jazzowe, folkowe, klezmerskie i góralskie opracowania twórczości Mozarta oraz warsztaty literacko-muzyczne dla dzieci. Od 2013 roku w domu Uphagena odbywają się koncerty muzyki kameralnej. Ponadto odbywają się także pokazy „tańczącej fontanny” (w formule "światło-dźwięk") oraz koncert finałowy w Katedrze Oliwskiej. Pomysłodawcą, głównym organizatorem i uczestnikiem od pierwszej edycji jest Polski Chór Kameralny Schola Cantorum Gedanensis.

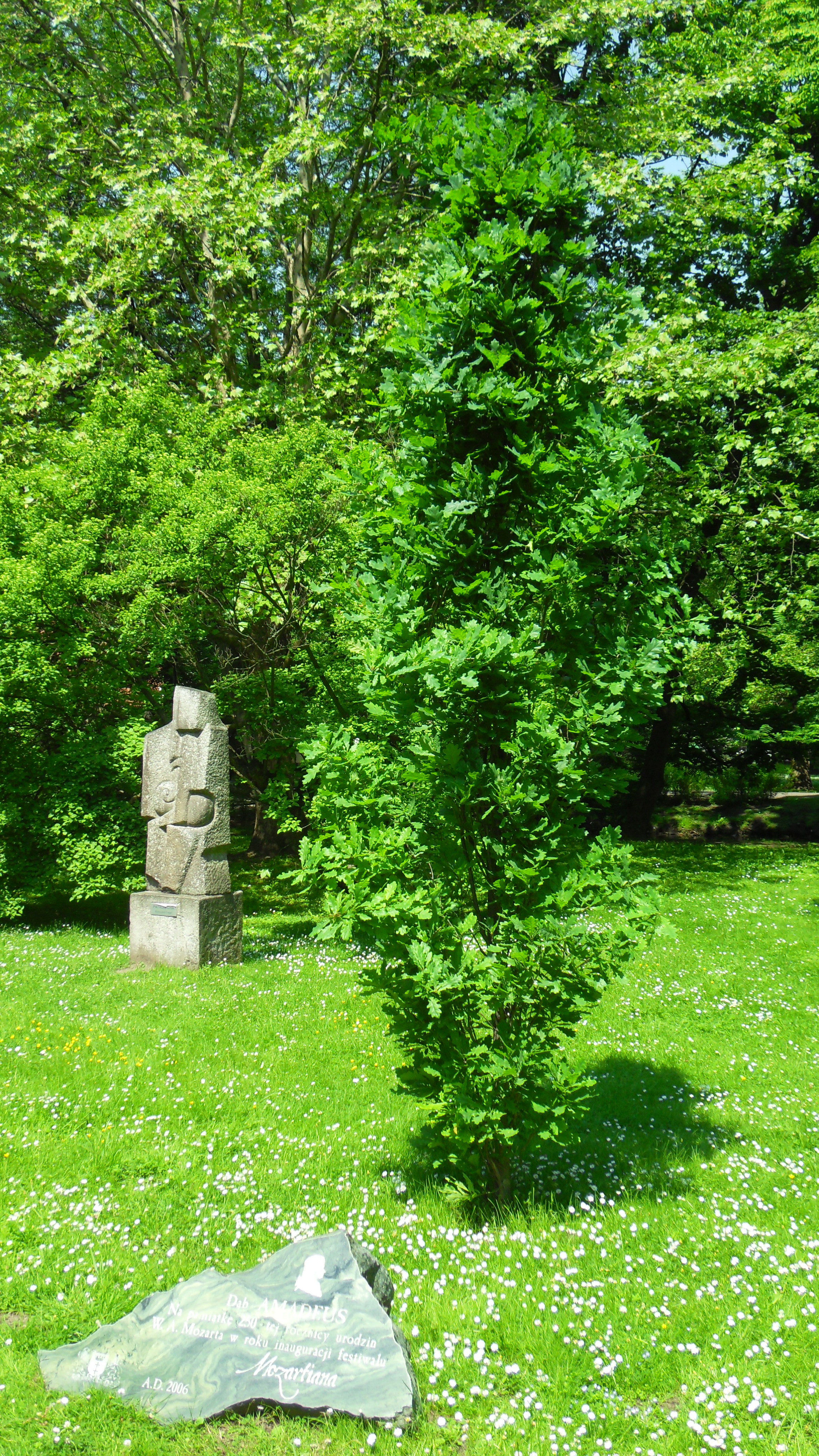
Dąb "Amadeus", na pamiątkę 250-tej rocznicy urodzin W.A. Mozarta w roku inauguracji festiwalu Mozartiana AD 2006